# México en el Clásico Mundial de Béisbol 2006

La selección mexicana fue una de las dieciséis selecciones, que participaron en el primer Clásico Mundial de Béisbol, competencia que en junio de 2005, la MLB anunció su formación, en respuesta a la exclusión del béisbol de los Juegos Olímpicos parte del COI a partir de Londres 2012.
La selección quedó sembrada en el Grupo D, junto con estadounidenses, canadienses y sudafricanos. A pesar de perder con Estados Unidos 2-0, logró avanzar a la segunda ronda, derrotando 10-4 y 9-1 a Sudáfrica y Canadá, respectivamente. 
Ya en segunda ronda, se enfrentarían a japoneses, coreanos, y una vez más, a los estadounidenses. Quedarían eliminados al perder 2-1 contra Japón y 6-1 contra Corea. Tomarían venganza en contra de Estados Unidos, ganándole 2-1, logrando que éstos no avancen a semifinales. Al final, la selección quedaría en sexto lugar.

## Resultados

### Primera ronda
México participó en el Grupo B, junto con Estados Unidos, Sudáfrica y Canadá, los partidos se jugaron en Phoenix y Scottsdale, Estados Unidos
| Día    | Hora (GMT) | Sede       | Local  | Visitante      | Marcador |
| ------ | ---------- | ---------- | ------ | -------------- | -------- |
| 7-3-06 | 19:00      | Phoenix    | México | Estados Unidos | 0-2      |
| 8-3-06 | 24:00      | Scottsdale | México | Sudáfrica      | 10-4     |
| 9-3-06 | 23:00      | Phoenix    | Canadá | México         | 1-9      |

### Segunda ronda
México quedó en segundo lugar de su grupo y se ganó el derecho de jugar la segunda ronda. Los partidos fueron en Anaheim, Estados Unidos.
| Día     | Hora (GMT) | Sede    | Local         | Visitante      | Marcador |
| ------- | ---------- | ------- | ------------- | -------------- | -------- |
| 12-3-06 | 02:00      | Anaheim | Corea del Sur | México         | 2-1      |
| 13-3-06 | 22:00      | Anaheim | México        | Japón          | 1-6      |
| 16-3-06 | 22:30      | Anaheim | México        | Estados Unidos | 2-1      |

## Jugadores
El 13 de febrero de 2006, el Comité de Béisbol Mexicano anunció su róster provisional de 33 hombres, y lo redujo a 30 el 2 de marzo. El róster es una mezcla de juventud y experiencia, pero su punto fuerte es su cuerpo de lanzadores. Todos los equipos participantes necesitan tener por lo menos tres receptores y trece lanzadores.
Róster definitivo de 30 jugadores
| L A N Z A D O R E S               |                              |     |                          |
| #                                 | Nombre                       | B/L | Club                     |
| 13                                | Rodrigo López                | D/D | Baltimore Orioles        |
| 21                                | Esteban Loiza                | D/D | Oakland Athletics        |
| 33                                | Pablo Ortega                 | D/D | Tigres de la Angelópolis |
| 45                                | Elmer Dessens                | D/D | Kansas City Royals       |
| 46                                | Roberto Ramírez              | Z/Z | Diablos Rojos del México |
| 47                                | Jorge De La Rosa             | D/D | Milwaukee Brewers        |
| 48                                | Francisco Campos             | D/D | Piratas de Campeche      |
| 50                                | Antonio Osuna                | D/D | Tigres de la Angelópolis |
| 51                                | David Cortés                 | D/D | Colorado Rockies         |
| 52                                | Dennys Reyes                 | D/D | Minnesota Twins          |
| 54                                | Edgar González               | D/D | Arizona Diamondbacks     |
| 56                                | Luis Ignacio Ayala           | D/D | Washington Nationals     |
| 57                                | Óscar Villarreal             | D/D | Atlanta Braves           |
| 59                                | Oliver Pérez                 | Z/Z | Pittsburgh Pirates       |
| 73                                | Ricardo Rincón               | D/D | Saint Louis Cardinals    |
| R E C E P T O R E S               |                              |     |                          |
| 20                                | Miguel Ojeda                 | D/D | Colorado Rockies         |
| 24                                | Adán Muñoz                   | D/D | Tigres de la Angelópolis |
| 29                                | Gerónimo Gil                 | D/D | Ottawa Lynx              |
| J U G A D O R E S D E C U A D R O |                              |     |                          |
| 3                                 | Jorge Cantú                  | D/D | Florida Marlins          |
| 8                                 | Alfredo Amézaga              | D/D | Florida Marlins          |
| 17                                | Juan Castro                  | D/D | Minnesota Twins          |
| 22                                | Benjamín Gil                 | D/D | Kansas City Royals       |
| 23                                | Adrián González              | D/D | San Diego Padres         |
| 26                                | Luis Cruz                    | D/D | Mobile BayBears          |
| 44                                | Erubiel Durazo               | D/D | Texas Rangers            |
| 99                                | Vinicio Castilla             | D/D | San Diego Padres         |
| J A R D I N E R O S               |                              |     |                          |
| 18                                | Luis Carlos "Clipper" García | D/D | Tigres de la Angelópolis |
| 28                                | Karim García                 | D/D | Sultanes de Monterrey    |
| 36                                | Luis Alfonso García          | D/D | New York Yankees         |
| 77                                | Mario Valenzuela             | D/D | Saraperos de Saltillo    |

 =  Cuenta con nacionalidad mexicana. 
Manejador
- Francisco "Paquín" Estrada

 Coaches de lanzadores
- Fernando Valenzuela
- Teodoro Higuera